# Dioscorea stenopetala
Dioscorea stenopetala är en enhjärtbladig växtart som beskrevs av Lucien Leon Hauman. Dioscorea stenopetala ingår i släktet Dioscorea och familjen Dioscoreaceae. Inga underarter finns listade i Catalogue of Life.